# 金允慶
金允慶（韩语：／，1976年10月6日—），韓國女演員。

## 演出作品

### 電視劇
- 1999年：SBS《行進》
- 2000年：MBC《為了你》
- 2000年：SBS《爆米花》飾演 吳水晶
- 2001年：KBS《學校4》飾演 鄭何英
- 2002年：MBC《愛的雲霄飛車》
- 2002年：MBC《賢貞，我愛你》飾演 韓秀珍
- 2003年：MBC《情書》飾演 書英
- 2005年：SBS《餅乾老師星星糖》飾演 吳秀妍
- 2006年：KBS《變江與你相遇》飾演 宋英善
- 2007年：KBS《幸福的女人》飾演 柳美羅
- 2007年：SBS《討厭也喜歡》飾演 梁東希
- 2009年：KBS《誘惑的人生》飾演 高美善
- 2009年：SBS《兩個妻子》飾演 姜度熙
- 2011年：KBS《只有你》飾演 吳賢晶
- 2013年：KBS《王家一家人》飾演 殷美蘭
- 2014年：SBS《心情好的日子》飾演 林智慧
- 2015年：SBS《歸來的黃金福》飾演 姜泰拉
- 2016年：MBC《獄中花》飾演 閔東珠
- 2016年：SBS《愛是點點滴滴》飾演 朴佑景
- 2018年：KBS《一起生活吧》飾演 蔡熙京
- 2020年：KBS《秘密的男人》飾演 車美莉

### 電影
- 2002年：《唯我獨尊》

### MV
- 1998年：R.ef《Never Ending Story》
- 1998年：任昌丁《化為星星》

## 外部連結
- 金允慶的Instagram帳戶